# Universidad Nacional Intercultural de la Amazonía

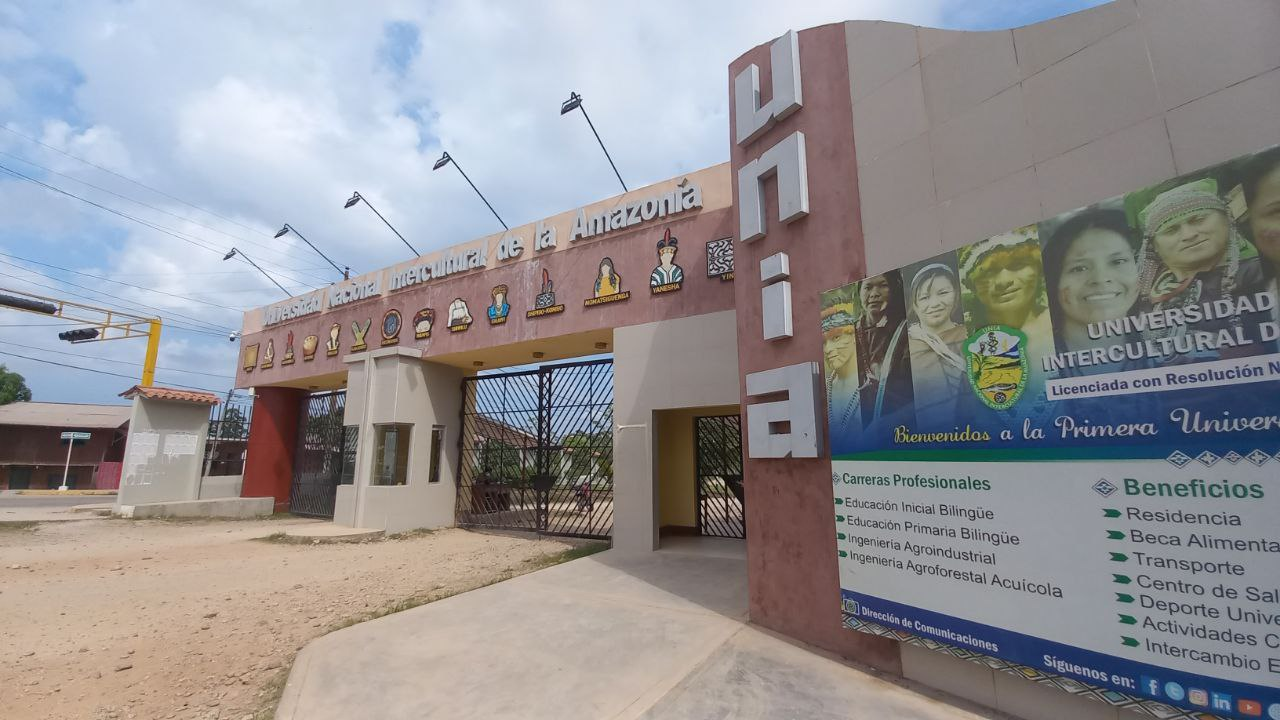
Fachada principal de la UNIA. Primera universidad intercultural del Perú.

La Universidad Nacional Intercultural de la Amazonía es la primera universidad intercultural del Perú, ubicada en el departamento de Ucayali. Fue creada el 10 de diciembre de 1999 de acuerdo a ley N° 27250, donde su objetivo era el aprendizaje indígena, especialmente para atender a más de 20 pueblos originarios como Yine, Machiguenga, Joni Koin, Sharanahua, Awajun, Asháninca, Shipibo-Konibo, Isconahua, Kakataibo, Wampis, Yanesha, Shawi, Ashuar, Quechua, Aymara; apostando por la interculturalidad de la región y el país.

## Carreras
- Educación inicial bilingüe (español y otros de la amazonía).
- Educación primaria bilingüe (español y otros de la amazonia).
- Ingeniería agroindustrial.
- Ingeniería agroforestal acuícola.

## Rankings académicos
En los últimos años se ha generalizado el uso de rankings universitarios internacionales para evaluar el desempeño de las universidades a nivel nacional y mundial; siendo estos rankings clasificaciones académicas que ubican a las instituciones de acuerdo a una metodología científica de tipo bibliométrica que incluye criterios objetivos medibles y reproducibles, tomando en cuenta por ejemplo: la reputación académica, la reputación de empleabilidad para los egresantes, la citas de investigación a sus repositorios y su impacto en la web. Del total de 92 universidades licenciadas en el Perú, la Universidad Nacional Intercultural de la Amazonía se ha ubicado regularmente dentro del tercio medio a nivel nacional en determinados rankings universitarios internacionales.